# Джумпа Лахири
Джумпа Лахири (на английски: Jhumpa Lahiri, бенгали ঝুম্পা লাহিড়ী) е съвременна американска писателка от индийски произход. Дебютната книга на Лахири – сборникът с кратки разкази „Преводачът на болести“ (Interpreter of Maladies), излязла през 1999 г., печели през 2000 г. наградата „Пулицър“ за проза, а първият ѝ роман „Името“ (The Namesake), публикуван през 2003 г., бива адаптиран в едноименен филм под режисурата на Майра Наир. Книгата ѝ The Lowland, издадена през 2013 г., е номинирана за наградата „Букър“ и за Националната награда за художествена проза на САЩ.

## Биография
Джумпа Лахири е родена през 1967 г. в Лондон под името Ниланджана Судешна в семейство на индийски имигранти от щата Западен Бенгал. Когато е на две години семейството се мести в САЩ, на североизточното крайбрежие. Самата Лахири твърди, че се чувства американка: „Не съм родена тук, но като нищо можех и да бъда.“ Когато постъпва в детска градина в Кингстън, Роуд Айлънд, учителката на Лахири решила да я нарича с галеното име Джумпа, защото било по-лесно за произнасяне от нейното „правилно име“, за който период от живота си Лахири си спомня: „Винаги толкова се срамувах от името си... да чувстваш, че предизвикваш у някого неудобство само защото си който си.“
Обстоятелствата в произхода ѝ предизвикват разнопосочни чувства на принадлежност, и по-късно заемат съществено място в нейното литературно творчество, наред и с други биографични моменти като професията на баща ѝ, перипетиите около смяната на личното име, неуспешните опити на майка ѝ да запази индийските обичаи на семейството.
През 1989 г. се дипломира с бакалавърска степен по английска литература в Барнард Колидж. Впоследствие завършва няколко степени в Бостънския университет: магистратура по английски език, магистратура по творческо писане, магистратура по сравнително литературознание и докторска степен по история на Ренесанса. Печели стипендия в Центъра по изящни изкуства в Провинстаун, която продължава от 1997 до 1998 г. След това преподава творческо писане в Бостънския университет и в Училището по дизайн в Роуд Айлънд.
През 2001 г. Джумпа Лахири сключва брак с журналиста Алберто Вурвулиа-Буш, тогава заместрик редактор на изданието на списание Тайм за Латинска Америка, понастоящем старши редактор. Лахири живее в Рим със съпруга си и двете си деца – Октавио и Нур.

## Творчество
Ранните разкази на Лахири в продължение на години срещат отказ от издателите. Дебютният ѝ сборник с разкази „Преводачът на болести“ най-сетне бива издаден през 1999 г. Историите в разказите са свързани с чувствителните дилеми, пред които се изправят индийците или индийските имигранти, в теми от живота като проблеми в брака, аборти, прекъсването на връзката между първото и второто поколение индийски имигранти в Щатите. Сборникът получава положителни отзиви в САЩ, но е приет със смесени чувства в Индия, където някои критици го хвалят, а други са недоволни, че Лахири „не е представила индийците в по-положителна светлина“. През първата си година „Преводачът на болести“ се продава в 600 000 копия и получава наградата „Пулицър“ за проза, което е едва седмият път в историята на наградата, когато тя се печели от сборник с разкази. Печели и наградата „О'Хенри“ за 1999 година.
През 2003 г. Лахири публикува своя първи роман „Името“ (The Namesake). Историята в книгата тридесет години от обхваща живота на семейство Гангули. Родените в Калкута родители емигрират като млади в Щатите и техните деца, Гогол и Соня, израстват, постоянно усещайки поколенческата и културна пропаст, която се отваря между тях и техните родители. През 2007 г. излиза филмова адаптация по книгата, с режисьор Майра Наир и в ролите Кал Пен като Гогол и боливудските звезди Табу и Ирфан Кан като родителите на Гогол. Самата Лахири има кратко камео участие във филма като Леля Джумпа.
Вторият сборник разкази на Лахири, „Непривична земя“ (Unaccustomed Earth) е публикуван на 1 април 2008 г. Още с издаването си разказът получава рядкото признание да дебютира под номер 1 в класацията на „Ню Йорк Таймс“ за литературни бестселъри. Лахири е и сред уважаваните автори на списание „Ню Йоркър“, където публикува голям брой кратки разкази, както и други творби с публицистичен и мемоарен характер.
От 2005 г. Лахири е вицепрезидент на американския ПЕН клуб, организация, насърчаваща приятелството и интелектуалното сътрудничество между писателите. През февруари 2010 г. тя е избрана за член на Комитета по изкуства и хуманитарни науки, функциониращ към американския президент Барак Обама.
През септември 2013 г. романът ѝ The Lowland е номиниран за наградата „Букър“ (спечелена от Елианор Кетън за The Luminaries) Месец по-късно получава номинация и за Националната награда за художествена проза (спечелена от Джеймс Макбрайд за романа му The Good Lord Bird).

## Застъпени теми
Обичайни герои на романите на Лахири са индийски имигранти в Америка, на които им се налага да лавират между културните ценности на родината и на новия им дом. Прозата на Лахири има автобиографичен елемент и често е повлияна от собствените ѝ преживявания, както и от опита на нейните родители, приятели, познати и други членове на бенгалската общност. У своите герои Лахири изследва вътрешните борби, страхове и предубеждения, нюансите и детайлите на имигрантската психология и поведение.

## На български
На български са излезли три от книгите на Джумпа Лахири:
- 2004 – „Името“, преводач Зорница Христова, издателство „Обсидиан“;[9]
- 2010 – „Преводачът на болести“, преводач Зорница Христова, издателство „Жанет 45“;[10]
- 2013 – „Непривична земя“, преводач Зорница Христова, издателство „Жанет 45“.[11]